# 春常在 (雍正帝)
春常在，姓氏及出身均不詳，清朝雍正帝之常在，葬於泰陵妃園寢:354。

## 生平
目前並不清楚春常在是在何時、以何方式被雍正帝收為後宮主位。雍正元年二月十四日，雍正帝下旨曰：「奉太后額娘懿旨，年氏側福晉封為貴妃，李氏側福晉、錢氏格格封為妃，宋氏格格、耿氏格格封為嬪」，沒有春常在之名，似乎表明她並非雍正帝潛邸時的侍妾。雍正十三年年底，當時仍在世的雍正帝常在有四位，依次為李常在、馬常在、春常在與吉常在，春常在排在第三位。乾隆二十六年之後，春常在去世，奉安泰陵妃園寢:354。